# اچ‌ام‌اس اوشن‌وی (اف۱۴۳)
اچ‌ام‌اس اوشن‌وی (اف۱۴۳) (به انگلیسی: HMS Oceanway (F143)) یک کشتی بود که طول آن ۴۵۷ فوت ۹ اینچ (۱۳۹٫۵۲ متر) بود. این کشتی در سال ۱۹۴۳ ساخته شد.